# Естонський біографічний словник
Естонський біографічний словник (рос. Эстонский биографический словарь) — естонський біографічний словник російською мовою. Виданий 2002 року в Таллінні, у видавництві KRK. Упорядкований Ігорем Коробовим і Людмилою Раудтітс. Перше довідкове видання російською про персоналій Естонії. Охоплює біографії з XII століття до кінця 2002 року. Містить 3170 статей. Є другою частиною трилогії, присвяченої Естонії (перший том «Естонія — Eesti», третій том — Естонський енциклопедичний словник.

## Видання
- Эстонский биографический словарь / сост. И. Коробов, Л. Раудтитс. Таллинн: KRK, 2002.